# Cultura de Minussinsk
La cultura de Minussinsk fou una societat característica que es va desenvolupar al segle V al Ienissei i a Sibèria, centrada a Minussinsk a la regió de Krasnoiarsk. És coneguda també com la cultura dels "cavallers nòmades". Va durar fins al segle IX. Les troballes principals s'han fet a Anash, Ayoshka, Oiskaya, Byskar, Gorodtsheskaya, Lougovskoye, Maliy-Terek, Protoshilovo, el riu Askys, Tyutshta (a la vora dreta del riu Kazyr), diversos punts de l'estepa d'Abakan, i a la regió al sud del llac Baikal (a Bitshura, prop de Verkhneudinsk, a Selengisk i a Troitsk.